# Giovan Oniangue
Giovan Oniangué, né le 24 avril 1991 à Brazzaville (République du Congo), est un joueur franco-congolais de basket-ball. Il évolue au poste d'ailier.

## Biographie
Formé à Paris-Levallois, il prolonge avec le club parisien pour trois ans le 4 avril 2014.
En juillet 2016, il participe avec les Mavericks de Dallas à la NBA Summer League d'Orlando et de Las Vegas.
Le 25 septembre 2016, lors du premier match de la saison régulière contre Nancy, il se rompt les ligaments croisés du genou et doit s'éloigner des parquets jusqu'en avril 2017. Le 10 octobre 2018, il se fait opérer à Lyon. Il participe aux quatre derniers matches de la saison régulière et aux six matches de playoffs de son équipe. A la fin de la saison, il annonce son départ de Paris-Levallois.
Le 6 juillet 2017, il signe au Boulazac Basket Dordogne pour la saison de Pro A 2017-2018. Après dix matches, il ne satisfait pas son entraîneur Claude Bergeaud qui l'utilise peu. Le 25 juin 2018, Boulazac ne conserve pas Oniangue.
En août 2018, il fait la préparation à la nouvelle saison avec Levallois. Le 23 octobre 2018, il signe au BCM Gravelines Dunkerque en pigiste de Jean-Michel Mipoka, blessé. Le 20 novembre 2018, il est prolongé jusqu'au 7 décembre ; après 4 matches, il a des moyennes de 4 points, 0,5 rebond et 0,3 passe décisive en 11 minutes par match.
Au mois de mai 2020, il prolonge son contrat avec Orléans pour deux saisons supplémentaires.
En août 2021, Oniangué rejoint pour deux saisons l'Élan béarnais Pau-Lacq-Orthez, club de première division.

### Vie privée
Il est le fils du pasteur et ancien officier supérieur Albert Oniangué et le frère cadet de Prince Oniangué, footballeur international congolais.

## Clubs successifs
- 2009-2017 :  Paris-Levallois Basket (Pro A)
- 2017-2018 :  Boulazac Basket Dordogne (Jeep Élite)
- 2018-2019 :  BCM Gravelines Dunkerque (Jeep Élite)
- 2019-2021 :  Orléans Loiret Basket (Pro B puis Jeep Élite)
- depuis 2021 :  Élan béarnais Pau-Lacq-Orthez (première division)

## Palmarès
- Champion de France espoir 2011 avec Paris-Levallois
- Vainqueur des play-offs d'accession Pro B 2019 avec Orléans
- Coupe de France : 2022